# Green Island (Nueva York)
Green Island es una villa y pueblo ubicado en el condado de Albany en el estado estadounidense de Nueva York. En el año 2000 tenía una población de 2,278 habitantes y una densidad poblacional de 1,256.5 personas por km².

## Geografía
Green Island se encuentra ubicada en las coordenadas 42°43′15″N 73°50′3″O / 42.72083, -73.83417.

## Demografía
Según la Oficina del Censo en 2000 los ingresos medios por hogar en la localidad eran de $32,500, y los ingresos medios por familia eran $38,011. Los hombres tenían unos ingresos medios de $31,403 frente a los $27,422 para las mujeres. La renta per cápita para la localidad era de $17,795. Alrededor del 10% de la población estaban por debajo del umbral de pobreza.